# LXFactory
A LXFactory é um espaço comercial e artístico da cidade de Lisboa. Ubicado no bairro de Alcântara, uma antiga zona industrial da capital portuguesa, a estrutura foi reformada em 2008 e hoje representa a inovação, criatividade e o empreendedorismo, com inspiração industrial.

## História
É no ano de 1846 que a Companhia de Fiação e Tecidos Lisbonense, um dos mais importantes complexos fabris de Lisboa, se instala em Alcântara. Esta área industrial de 23.000m2 foi nos anos subsequentes, ocupada pela Companhia Industrial de Portugal e Colónias, tipografia Anuário Comercial de Portugal e Gráfica Mirandela. Em 2005, a Mainsite, uma empresa do ramo imobiliário, resolveu comprar e revitalizar o lugar que renasceu em 2008 como “fábrica” de criatividade e de experiências. Manteve os espaços industriais e convidou empresas do ramo das artes, que mais tarde trouxeram lojas, cafés e restaurantes. Contando com mais ou menos 50 lojas, das mais diversificadas marcas e tipos, a LX Factory Lisboa acaba sendo um ponto de encontro para quem quer fazer um passeio atrelado com compras.